# Крекінг-установка у Десан (Lotte)
Крекінг-установка у Десан (Lotte) — складова частина нафтохімічного майданчика у портовому місті Десан на західному узбережжі Південної Кореї, який належить корпорації Lotte.
У 1991 році компанія Hyundai Petrochemical запустила в Десані свою першу установку парового крекінгу, а наприкінці 1997-го доповнила її другою з річною потужністю по етилену на рівні 550 тисяч тонн. Через шість років компанії Honam Petrochemical (головний попередник Lotte) та LG придбали Hyundai Petrochemical і розділили її активи між собою. В результаті цієї операції Honam дісталась піролізна установка № 2, а також цілий ряд похідних виробництв.
Станом на середину 2010-х потужність установки по етилену довели до 1,1 млн тонн. Розрахована на споживання доволі важкої (як для нафтохімії) сировини — газового бензину, вона також здатна продукувати 550 тисяч тонн пропілену та 190 тисяч тонн бутадієну.
Ці ненасичені вуглеводні споживаються лініями поліетилену низької щільності/етиленвінілацетату (130 тисяч тонн), лінійного поліетилену низької щільності (290 тисяч тонн), заводом моноетиленгліколю (730 тисяч тонн), виробництвом мономеру стирену (577 тисяч тонн) та заводом поліпропілену (500 тисяч тонн).
Частина фракції С4 постачається для роботи установки конверсії олефінів потужністю 207 тисяч тонн на рік, зведеної на сусідньому майданчику компанії Hanhwa Total.